# Jacques Jouanneau
Pour les articles homonymes, voir Jouanneau.
Cet article possède un paronyme, voir Jacques Jouanna.
Jacques Jouanneau est un acteur français né le 3 octobre 1926 à Angers et mort le 19 juillet 2011 à Nîmes.

## Biographie
Avec sa voix très particulière, Jacques Jouanneau fait partie de ces acteurs qui donnaient du relief aux plans secondaires, qui existaient davantage par leur visage, leur gouaille que par leur nom, qui ont donné quelques titres de noblesse aux seconds rôles de cinéma.
Cet acteur a joué avec de grands réalisateurs : François Truffaut (Domicile conjugal), Jean Renoir (French Cancan et Le Caporal épinglé), René Clair (Les Grandes Manœuvres), Henri Verneuil (Paris, Palace Hôtel), dans l’ombre des Jean Gabin et des Gérard Philipe. Il a tâté du cinéma populaire (Les Bidasses au pensionnat).
Il avait commencé sa carrière au théâtre, dans la pièce Un métier en or, avant de jouer Bougrelas dans Ubu roi d’Alfred Jarry, au théâtre de l’Alhambra à Paris, en 1948. Au début des années 1950, il s’imposa sur grand écran, mais sans jamais quitter les planches. Tout au long de sa vie, il se partagea entre théâtre de boulevard et cinéma, cumulant plus de trente pièces et cinquante longs-métrages. Il fut un incontournable partenaire de Jacqueline Maillan.
Il est inhumé au cimetière de Villejésus, village de Charente dans lequel il vivait depuis une quinzaine d’années, dans son moulin de Chollet.

## Théâtre
- 1947 ou 1948 : Ubu roi d'Alfred Jarry, Théâtre du Vieux Colombier : Bougrelas
- 1948 : Lucienne et le boucher de Marcel Aymé, mise en scène Georges Douking, Théâtre du Vieux-Colombier
- 1950 : Pépita ou cinq cents francs de bonheur, Maurice Chevit et Henri Fontenille Théâtre de la Huchette
- 1951 : La Belle Rombière de Jean Clervers & Guillaume Hanoteau, mise en scène Georges Vitaly, Théâtre de la Huchette, Théâtre de l'Œuvre
- 1951 : Edmée de Pierre-Aristide Bréal, mise en scène Georges Vitaly, Théâtre de la Huchette
- 1951 : Monsieur Bob'le de Georges Schehadé, mise en scène Georges Vitaly, Théâtre de la Huchette
- 1952 : La Petite Femme de Loth de Tristan Bernard, mise en scène Georges Vitaly, Théâtre Montparnasse
- 1952 : Les Taureaux d'Alexandre Arnoux, mise en scène Georges Vitaly, Théâtre Montparnasse
- 1952 : La Farce des ténébreux de Michel de Ghelderode, mise en scène Georges Vitaly, Théâtre du Grand-Guignol
- 1953 : L'Énigme de la chauve-souris de Mary Roberts Rinehart, mise en scène Georges Vitaly, Théâtre du Grand-Guignol
- 1953 : Du plomb pour ces demoiselles de Frédéric Dard, mise en scène Georges Vitaly, Théâtre du Grand-Guignol
- 1953 : Le Chauffeur de Max Maurey, mise en scène Michel de Ré, Théâtre du Grand-Guignol
- 1953 : Frère Jacques d'André Gillois, mise en scène de Fernand Ledoux, Théâtre des Variétés
- 1954 : mêmes pièce, auteur et metteur en scène, mais au Théâtre des Célestins
- 1955 : Orvet de Jean Renoir, mise en scène de l'auteur, Théâtre de la Renaissance
- 1956 : Appelez-moi Maître ou Tamara de Gabriel Arout et Renée Arout, mise en scène Jacques Charon, Théâtre des Ambassadeurs
- 1957 : Une femme trop honnête d'Armand Salacrou, mise en scène Georges Vitaly, Théâtre Édouard VII
- 1960 : Impasse de la fidélité d'Alexandre Breffort, mise en scène Jean-Pierre Grenier, Théâtre des Ambassadeurs
- 1962 : La Queue du diable d'Yves Jamiaque, mise en scène Georges Vitaly, Théâtre La Bruyère
- 1962 :  Les Plumes rouges de Roger Pierre et Jean-Marc Thibault, Théâtre de l'Alhambra
- 1963 : Un métier en or de Bernard Dimey et Pierre Roche,  mise en scène de Jacques Jouanneau, Théâtre de l'Alhambra
- 1964 : 2+2=2 de Staf Knop, mise scène Georges Vitaly, Théâtre La Bruyère
- 1964 : Les escargots meurent debout de Francis Blanche, mise en scène Jean Le Poulain, Théâtre Fontaine : Grosmielleux
- 1966 : Opération Lagrelèche de Jean Poiret et Michel Serrault, Théâtre Fontaine
- 1968 : Adieu Berthe de John Murray et Allen Boretz, mise en scène Jacques Charon, Théâtre des Bouffes-Parisiens
- 1969 : Adieu Berthe de John Murray et Allen Boretz, mise en scène Jacques Charon, Théâtre des Célestins
- 1969 : S.O.S. Homme seul de Jacques Vilfrid et Jean Girault, mise en scène Michel Vocoret, Théâtre des Nouveautés
- 1970 : Douze Hommes en colère de Reginald Rose, mise en scène Michel Vitold, Théâtre Marigny
- 1971 : Folle Amanda de Pierre Barillet et Jean-Pierre Grédy, mise en scène Jacques Charon, Théâtre des Bouffes-Parisiens
- 1971 : Douze hommes en colère de Reginald Rose : le juré 7
- 1971 : Madame Jonas dans la baleine de René Barjavel, mise en scène Jacques Charon, Théâtre des Bouffes-Parisiens
- 1973 : La Royale Performance de Marcel Mithois, mise en scène Jean-Pierre Delage, Théâtre des Bouffes-Parisiens
- 1975 : Peau de vache de Pierre Barillet et Jean-Pierre Grédy, mise en scène Jacques Charon, Théâtre de la Madeleine
- 1977 : Si t'es beau, t'es con de Françoise Dorin, mise en scène Jacques Rosny, Théâtre Hébertot
- 1980 : Potiche de Pierre Barillet et Jean-Pierre Grédy, mise en scène Pierre Mondy, Théâtre Antoine
- 1985 : N'écoutez pas Mesdames de Sacha Guitry, mise en scène Pierre Mondy, Théâtre des Variétés, puis Théâtre du Palais-Royal en 1986
- 1985 : Lily et Lily de Pierre Barillet et Jean-Pierre Grédy, mise en scène Pierre Mondy
- 1988 : Les Cahiers tango de Françoise Dorin, mise en scène Andréas Voutsinás, Théâtre Antoine

## Filmographie

### Cinéma

#### Longs métrages
- 1953 : Capitaine Pantoufle de Guy Lefranc : le barman du Goéland
- 1954 : Les Intrigantes d'Henri Decoin : le reporter
- 1954 : Ah ! les belles bacchantes de Jean Loubignac : Joseph Delmar, régisseur aux Folies Méricourt
- 1954 : Bonnes à tuer d'Henri Decoin : le flic
- 1955 : French Cancan de Jean Renoir : Bidon
- 1955 : La Madone des sleepings d'Henri Diamant-Berger
- 1955 : On déménage le colonel de Maurice Labro : le dentiste
- 1955 : Les Grandes Manœuvres de René Clair : l'ordonnance de Félix
- 1956 : Elena et les Hommes de Jean Renoir : Eugène Godin
- 1956 : En effeuillant la marguerite de Marc Allégret : Edouard, ami de Daniel
- 1956 : Paris, Palace Hôtel d'Henri Verneuil : le laquais de l'entrée
- 1956 : Le Chemin du paradis (Die drei von der tankstelle) de Willi Forst
- 1956 : Le colonel est de la revue de Maurice Labro : Van Molpen
- 1956 : Comme un cheveu sur la soupe de Maurice Régamey : Amédée
- 1957 : L'Amour est en jeu de Marc Allégret : Damiano
- 1957 : Le Coin tranquille de Robert Vernay : Dédé
- 1958 : Le Tombeur de René Delacroix : Édouard "Doudou" Doucin
- 1958 : La Vie à deux de Clément Duhour : Michel
- 1958 : Madame et son auto de Robert Vernay : Jean Moulin
- 1958 : Suivez-moi jeune homme de Guy Lefranc : Chatou
- 1958 : Bobosse d'Étienne Périer : Édgar / Léon
- 1959 : Un témoin dans la ville d'Édouard Molinaro : le loueur de voitures
- 1960 : Les Distractions de Jacques Dupont : Maxime
- 1961 : Napoléon II, l'aiglon de Claude Boissol
- 1961 : Le Caporal épinglé de Jean Renoir : Penche-à-gauche
- 1963 : Judex de Georges Franju : Alfred Cocantin
- 1964 : Les Pieds nickelés de Jean-Claude Chambon : Vergadin
- 1964 : Patate de Robert Thomas : Marcel
- 1965 : L'Or du duc de Jacques Baratier : le casseur d'autos
- 1966 : Six chevaux bleus de Philippe Joulia (+ version TV)
- 1967 : Pour un amour lointain d'Edmond Séchan : Adrien
- 1968 : Les Gros Malins de Raymond Leboursier : Paul Blanc
- 1970 : Domicile conjugal de François Truffaut : Césarin
- 1970 : Les Novices de Guy Casaril : le client Mona Lisa
- 1971 : Les Pétroleuses de Christian-Jaque : Mons. Letellier
- 1973 : Le Permis de conduire de Jean Girault : Bastien, le beau-frère
- 1973 : La Grande Nouba de Christian Caza : le reporter TV
- 1973 : Par ici la monnaie de Richard Balducci : Fauxpied
- 1974 : Deux Grandes Filles dans un pyjama de Jean Girault : Lionel
- 1976 : René la Canne de Francis Girod : Fourgue
- 1977 : Le Maestro de Claude Vital : l'agent immobilier
- 1977 : La Vie parisienne de Christian-Jaque : Alfred
- 1978 : Les Bidasses au pensionnat de Michel Vocoret : l'adjudant
- 1978 : Le Cavaleur de Philippe de Broca : le quincaillier
- 1979 : Nous maigrirons ensemble de Michel Vocoret : Orlandi
- 1980 : Celles qu'on n'a pas eues de Pascal Thomas : le mari de la morte
- 1982 : Le Retour des bidasses en folie de Michel Vocoret : le général de Lastra
- 1984 : Le Cowboy de Georges Lautner : le ministre
- 1987 : Chouans ! de Philippe de Broca : Blaise
- 1990 : Triplex de Georges Lautner : le père de Frank
- 1991 : Les Clés du paradis de Philippe de Broca : le président du yacht club
- 1991 : Room Service de Georges Lautner : le vicomte Louis
- 1996 : Fallait pas !... de Gérard Jugnot : le père de Constance

#### Courts métrages
- 1950 : Soldats d'eau douce / Petit poisson deviendra grand de Jean Leduc
- 1961 : Les Chiuchachas d'Henri Garcin

#### Doublage
- 1955 : Marty : Angie (Joe Mantell)
- 1965 : Quoi de neuf, Pussycat ? : Victor Shakapopulis (Woody Allen)
- 1999 : Le Monde magique des Leprechauns : le général Bulstrode (Frank Finlay)

Films d'animation
- 1967 : Astérix le Gaulois : Assurancetourix
- 1968 : Astérix et Cléopâtre : Assurancetourix
- 1968 : Tintin et le temple du soleil : le médecin
- 1970 : Daisy Town : Jack Dalton

### Télévision
- 1959 : Les Cinq Dernières Minutes, épisode Le Grain de sable de Claude Loursais : Émile Durtol
- 1961 : Ôtez votre fille s'il vous plaît : Colardeau
- 1963: Tous les chats sont gris de Guy Lessertisseur.
- 1963 : Un coup dans l'aile : Manouille
- 1965 : La Queue du diable
- 1967 : Les Créatures du bon Dieu, Qui va à la chasse
- 1968 : Six chevaux bleus (série)
- 1970 : Au théâtre ce soir : Adieu Berthe d'Allen Boretz et John Murray, adaptation Albert Husson, Francis Blanche, mise en scène Jacques Charon, réalisation Pierre Sabbagh, Théâtre Marigny : Hervé
- 1970 : Au théâtre ce soir : Douze hommes en colère de Reginald Rose, mise en scène Michel Vitold, réalisation Pierre Sabbagh, Théâtre Marigny
- 1971 : Le Misanthrope : Dubois  Lionel
- 1971 : Au théâtre ce soir : S.O.S. Homme seul de Jacques Vilfrid et Jean Girault, mise en scène Michel Vocoret, réalisation Pierre Sabbagh, Théâtre Marigny
- 1971 : Un enfant dans la ville
- 1974 : Au théâtre ce soir : Folle Amanda de Pierre Barillet et Jean-Pierre Grédy, mise en scène Jacques Charon, réalisation Georges Folgoas, Théâtre Marigny
- 1974 : Les Balances : La Brige
- 1976 : Larguez les amarres! : Félicien
- 1977 : Les Folies Offenbach (feuilleton) de Michel Boisrond : Viollet-le-Duc
- 1978 : Messieurs les ronds-de-cuir de Daniel Ceccaldi : Boudin
- 1979 : Par-devant notaire de Jean Laviron : Jacques (segment La Résidence du bonheur)
- 1981 : Anthelme Collet ou Le brigand gentillhomme (feuilleton) : Austerlitz
- 1984 : Emmenez-moi au théâtre : Croque-Monsieur : Auguste
- 1987 : Lily et Lily : Sam
- 1992 : Prêcheur en eau trouble : Dr Martel
- 1992 : Tout ou presque

## Radio
Dans Les Aventures de l'inspecteur Vitos, un feuilleton radiophonique des années 1950, il jouait le rôle de  l'inspecteur Gourette, adjoint de l'inspecteur Vitos interprété par Yves Furet.

## Discographie
- 1967 : Le Menhir d'or, disque vinyle de René Goscinny : Assurancetourix

## Distinctions

### Nomination
- 1988 : nomination au Molière du comédien dans un second rôle pour Les Cahiers tango

### Décoration
- Commandeur de l'ordre des Arts et des Lettres en 2005[3]